# Everybody’s Gone to War
Everybody’s Gone to War ist das als Single meistverkaufte Lied der britischen Singer-Songwriterin Nerina Pallot.
Das Lied aus ihrem zweiten Album Fires wurde diesem vorausgeschickt und im März 2005 als Download veröffentlicht. Nachdem das Album zum Independent-Erfolg wurde und neu aufgelegt worden war, kam Everybody’s Gone to War am 22. Mai 2006 auf dem neuen Plattenlabel 14th Floor Records (ein Unterlabel Warners) ein zweites Mal auf den Markt. Es ist dem Genre des Pop-Rock zuzurechnen und erreichte als erstes ihrer Lieder überhaupt Platz 14 der britischen Single-Charts.

## Bedeutung
Everybody’s Gone to War ist zur Zeit des Irak-Krieges 2003 entstanden und gilt als Protest- bzw. Antikriegslied. Pallot komponierte es wie alle ihre Lieder auf dem Album Fires selbst.
Da das Album wegen eines kleinen Budgets und den damit einhergehenden geringen Promotionaufwand ein Flop zu werden drohte, begann Pallot als Vorgruppe etablierter Musiker durch das Vereinigte Königreich zu touren. Durch Konzertverkäufe und Online-Handel über MySpace konnte sie bis in den Frühling 2006 hinein über 11.000 Exemplare verkaufen. Angespornt von diesem Independent-Erfolg konnte sie beim Label 14th Floor Records unterschreiben. Daraufhin wurde Fires neu eingespielt und Everybody’s Gone to War als Single am 22. Mai 2006 wieder veröffentlicht. Neben Auftritten bei Top of the Pops und GMTV (Good Morning Television, ein britischer Vormittagssender) konnte Pallot auch einen Erfolg in den Radio-UK-Airplay-Charts verzeichnen. So stieg das Lied bis auf Platz 3 ein und wurde damit zum drittmeistgespielten Lied des Landes. Die Single stieg auf Platz 37 in die UK-Single-Charts ein und erreichte seinen Zenit auf Platz 14.

## Musikvideo
Für das Musikfernsehen wurde zur Single ein Musikvideo gedreht, in welchem der Regisseur Marc Klasfeld das im Lied vermittelte Kriegsszenario in einen Supermarkt verlegt. Kämpfe mit Lebensmitteln zwischen Kunden werden auf ironische Weise inszeniert.

## Produktion
Pallot komponierte das Lied 2003 auf Bassgitarre. Bei der Produktion ihres ursprünglichen Albums wurde es mit Unterstützung des Produzenten Howard Willing in den Red Bus Studios London neu eingespielt. Die Downloadversion wurde unter Pallots selbstgegründeten Label Idaho Records veröffentlicht. Unter dem Label 14th Floor Records wurde das Lied als Single wiederveröffentlicht. Beide Tracks der neuen Single wurden der wiederveröffentlichten Re-Issue-Version von Fires entnommen und von Willing produziert. Willing mixte Mr. King, den zweiten Titel der Single. Chris Lord-Alge mixte den Haupttrack Everybody’s Gone to War in den Resonate Studios Los Angeles.

## Titelverzeichnis
Das Lied wurde als Download, in Form eines einzelnen Liedes, sowie als CD- und 7″-Vinyl-Single mit neu eingespielten Stück als auch dem zusätzlichen Lied Mr. King veröffentlicht. Die limitierte LP-Version (Limited Edition) enthält ein farbiges Vinyl und ein Poster.
1. Everybody's Gone to War (3:54)
2. Mr. King (4:22)

## Besetzung
- Lyle Workman – Gitarre bei Everybody’s Gone to War
- Tim Van der Kuil – Bassgitarre und Gitarre bei Everybody’s Gone to War, akustische Gitarre bei Mr. King
- Damon Wilson – Schlagzeug bei Everybody’s Gone to War
- Susannah Melvoin – Backing Vocals bei Everybody’s Gone to War
- Roger Manning Jr. – Hammond B3 bei Everybody’s Gone to War
- Kevin Churko – Keyboard bei Everybody’s Gone to War, Sequenzer bei Mr. King
- Lenny Castro – Perkussion bei Everybody’s Gone to War
- Howard Willing – Sequenzer bei Everybody’s Gone to War, Mr. King
- David Walsh – E-Gitarre bei Mr. King
- Nerina Pallot – Führungsstimme, Backing Vocals und Klavier bei beiden Titeln, E-Gitarre bei Everybody’s Gone to War, Keyboards bei Mr. King

## Chartplatzierungen
Die Single erreichte folgende Spitzenpositionen in den Charts: Nummer 14 im Vereinigten Königreich, Platz 41 in Australien und Platz 48 in den Niederlanden. In Deutschland konnte Pallot mit Everybody’s Gone to War – trotz zunehmender Bekanntheit durch Auftritte im Vorprogramm der James-Blunt-Tournee – keinen Charteintritt für sich verbuchen, wurde aber bei vielen Radiostationen häufig gespielt.
| Woche    | 1  | 2  | 3  | 4  | 5  | 6  | 7  | 8  | 9  | Σ |
| -------- | -- | -- | -- | -- | -- | -- | -- | -- | -- | - |
| Position | 37 | 14 | 15 | 23 | 37 | 46 | 51 | 52 | 66 | 9 |